# Ellen G. White
Ellen Gould White (rođena Harmon; Gorham, 26. studenog 1827. - St. Helena, 16. srpnja 1915.) bila je američka autorica i suosnivačica Crkve adventista sedmog dana. Zajedno s drugim adventističkim vođama kao što su njezin suprug James White i Joseph Bates, bila je ključna osoba u maloj skupini ranih adventista koji su formirali ono što je postalo poznato kao Crkva adventista sedmog dana. White se smatra vodećom figurom u američkoj vegetarijanskoj povijesti. Magazin Smithsonian proglasio je Ellen G. White među "100 najznačajnijih Amerikanaca svih vremena".
White je tvrdila da je tijekom svog života primila preko 2.000 vizija i snova od Boga u kršćanstvu na javnim i privatnim sastancima, kojima su svjedočili adventistički pioniri i šira javnost. Usmeno je opisala i objavila za javnu upotrebu sadržaj svake vizije. Adventistički pioniri su na ta iskustva gledali kao na biblijski dar proroštva kako je navedeno u Otkrivenju 12:17 i Otkrivenju 19:10, koji opisuju Isusovo svjedočanstvo kao "duh proroštva". Njezina serija spisa Vjekovni sukob nastoji prikazati Božju ruku u biblijskoj povijesti i crkvenoj povijesti. Ovaj kozmički sukob, koji su adventistički teolozi nazivali "temom velike kontroverze", postao je temelj za razvoj teologije adventista sedmog dana. Njezina knjiga o uspješnom kršćanskom životu Koraci do Krista objavljena je na više od 140 jezika. Knjiga Dječiji razvoj, kompilacija njenih spisa o brizi o djeci, osposobljavanju i obrazovanju, korištena je kao temelj školskog sustava adventista sedmog dana.
White su njezini kritičari smatrali kontroverznom figurom, a veliki dio kontroverzi bio je usredotočen na njezina izvješća o vizionarskim iskustvima i na korištenje drugih izvora u njezinim spisima. Povjesničar Randall Balmer opisao je Whitea kao "jednu od važnijih i živopisnijih osoba u povijesti američke religije". Walter Martin ju je opisao kao "jednu od najfascinantnijih i najkontroverznijih osoba koje su se ikada pojavile na horizontu religijske povijesti". Arthur L. White, njezin unuk i biograf, piše da je Ellen G. White najprevođenija autorica nefikcije u povijesti književnosti, kao i najprevođenija američka autorica nefikcije oba spola. Njezini spisi pokrivali su širok raspon tema, uključujući religiju, društvene odnose, proročanstva, nakladništvo, prehranu, kreacionizam, poljoprivredu, teologiju, evangelizaciju, kršćanski način života, obrazovanje i zdravlje. Zagovarala je vegetarijanstvo. Promicala je i bila ključna u osnivanju škola i medicinskih centara diljem svijeta, od kojih su najpoznatiji sveučilište Andrews u Michiganu i sveučilište Loma Linda i medicinski centar u Kaliforniji.
Tijekom svog života napisala je više od 5.000 periodičnih članaka i 40 knjiga. Od 2019. više od 200 naslova ove autorice dostupno je na engleskom jeziku, uključujući kompilacije s njezinih 100.000 stranica rukopisa koje je objavila Ellen G. White Estate, a koje su dostupne u Adventist Book Center. Najznačajnije djela su joj Koraci do Krista, Želja vjekova i Veliki sukob.
Nakon smrti supruga Jamesa Whitea 1881. godine, posljednje godine svoga života Ellen G. White je provela u Elmshavenu, u svome domu na St. Helena u Kaliforniji. Tijekom svojih posljednjih godina putovala je rjeđe, jer se koncentrirala na pisanje svojih posljednjih djela za crkvu. Umrla je 16. srpnja 1915. u svom domu u Elmshavenu, koji je sada adventističko povijesno mjesto. Nakon tri pogreba, pokopana je sa svojim suprugom Jamesom Whiteom na groblju Oak Hill, u Battle Creeku, u Michiganu.

## Vanjske povezice
- Ellen G. White Estate, Inc.